# ダビド・ビダル
ダビド・ビダル（David Vidal, 1950年8月2日 - ）は、スペイン・ア・コルーニャ県出身の元サッカー選手、サッカー指導者。現役時代のポジションはディフェンダー。

## 経歴
2007年1月12日、ルイス・ガルシア・プラサの後任としてエルチェCFの監督に就任した。2008年10月12日、引き分けに終わったセルタ・デ・ビーゴ戦までの7試合で勝ち点2しか獲得できず、解任が発表された。

## 所属クラブ

### 選手
- デポルティーボ・ラ・コルーニャB
- デポルティーボ・ラ・コルーニャ
- UEリェイダ
- カディスCF
- ビジャレアルCF
- ヘレスCD
- ジムナスティコ・メリリャ
- FCカルタヘナ
- CDログロニェス
- ヘレス・インドゥストリアルCF
- AgDセウタ

### 監督
- 1986-1987  カディスCF
- 1988-1990  カディスCF
- 1990-1993  CDログロニェス
- 1993-1995  ラーヨ・バジェカーノ
- 1995-1996  ビジャレアルCF
- 1997-1998  エルクレスCF
- 1999-2000  SDコンポステラ
- 2001-2003  レアル・ムルシア
- 2003-2004  UDラス・パルマス
- 2005-2006  UEリェイダ
- 2007-2008  エルチェCF
- 2010  アルバセテ・バロンピエ
- 2011  アルバセテ・バロンピエ
- 2013  ヘレスCD
- 2016  CDグアダラハラ
- 2017  ロルカFC
- 2019-2020  ラシン・ムルシアFC

## タイトル

### 監督時代
レアル・ムルシア
- セグンダ・ディビシオン:1回（2002-03）